# Miroslav Đuričić
Miroslav Đuričić ou Miroslav Djuricic, alias « Miki » (né le 13 mars 1977), est une personnalité serbe popularisée par la télévision, révélée l'émission télévisée Big Brother.
Donné pour gagnant, il décida d’arrêter en cours de route, expliquant qu’il s’ennuyait. 